# Bojewo (obwód woroneski)
Bojewo (ros. Боево) – wieś (sieło) w Rosji, w obwodzie woroneskim, w rejonie kaszyrskim. W 2010 liczyła 2080 mieszkańców.